# 小野瀬厚
小野瀬 厚（おのせ あつし、1960年〈昭和35年〉9月8日 - ）は、日本の裁判官、法務官僚。司法修習（第38期）。

## 来歴
東京都出身。1984年（昭和59年）、東京大学法学部を卒業。司法修習（第38期）。1986年（昭和61年）4月11日、東京地方裁判所判事補に任官。その後、検事、釧路地方裁判所判事補、釧路簡易裁判所判事、東京家庭裁判所判事、司法研修所教官、東京地方裁判所判事、東京高等裁判所判事、東京簡易裁判所判事、法務省民事局民事第二課長、同局総務課長、法務省大臣官房会計課長、同審議官（総合政策統括担当）、内閣官房内閣審議官（内閣官房副長官補付）、東京地方裁判所部総括判事などを歴任。法務省では司法制度改革に携わり、民事訴訟法の改正などを担当した。
2017年（平成29年）7月7日、法務省民事局長に就任。在任中、成人年齢を20歳から18歳に引き下げることを目的とした民法改正に携わった。
2019年（令和元年）7月17日、 宇都宮地方裁判所長兼宇都宮家庭裁判所長兼宇都宮簡易裁判所判事に就任。
2020年（令和2年）10月26日、東京高等裁判所部総括判事兼東京簡易裁判所判事に就任。
2022年（令和4年）6月24日、千葉地方裁判所長兼千葉簡易裁判所判事に就任。
2024年（令和6年）8月24日、仙台高等裁判所長官に就任。